# زمین‌لرزه ۱۹۴۰ ورانتسئا
زمین‌لرزه ورانتسئا  در تاریخ ۱۰ نوامبر ۱۹۴۰ میلادی، برابر با ‎۱۹ آبان ۱۳۱۹، ساعت ۱:۳۹:۰۸ به زمان یوتی‌سی در رومانی ، منطقه ورانتسئا رخ داد. ژرفای این زلزله ۱۲۲ کیلومتر بود. بزرگی آن ۷٫۳ در مقیاس mB اعلام شده‌است. زمین‌لرزه به وقت محلی در روز یکشنبه، ساعت ۳ روی داده و منطقه زمانی آن یوتی‌سی +۲ بوده‌است (با لحاظ تغییر ساعت تابستانی).
سازمان زمین‌شناسی آمریکا نیز جای این زمین‌لرزه را در مختصات ۴۵°۴۸′شمالی ۲۶°۴۸′شرقی / ۴۵٫۸°شمالی ۲۶٫۸°شرقی و بزرگی آنرا برابر با ۷٫۳ در مقیاس ریشتر اعلام کرده‌است. ژرفای گزارش شده از سوی این سازمان ۱۵۰ کیلومتر می‌باشد.
شمار کشتگان زلزله حدود ۱۰۰۰ نفر بوده‌است.